# Daniel Effer-Uhe
Daniel Effer-Uhe (* 1978 in Köln) ist ein deutscher Rechtswissenschaftler.

## Werdegang
Effer-Uhe studierte ab 1999 Rechtswissenschaften an der Universität zu Köln und wechselte 2001 an die Philipps-Universität Marburg. Nach dem Referendariat und einer römisch-rechtlichen Promotion bei Martin Avenarius in Köln war er zunächst kurzzeitig Akademischer Rat am Centrum für Europäisches Privatrecht der Westfälischen Wilhelms-Universität Münster. Von 2009 bis 2011 war er im Justizdienst des Landes Rheinland-Pfalz tätig, zunächst als Staatsanwalt in Koblenz, dann als Zivil- und Familienrichter in Betzdorf. Ab 2011 war er Akademischer Rat am Institut für Verfahrensrecht der Universität zu Köln, wo er sich 2015 mit einer von Hanns Prütting betreuten Arbeit zur Parteivernehmung im Zivilprozess habilitierte. Seine Lehrbefugnis umfasste zunächst das Bürgerliche Recht, das Zivilprozessrecht, die Rechtstheorie und das Römische Recht. Nachdem er zunehmend im Grenzbereich von Recht und Psychologie tätig war, wurde die Lehrbefugnis im Jahr 2019 um das Fach Psychologie des Rechts erweitert. Seit 2021 ist er als Professor für Bürgerliches Recht, Rechtsgeschichte, Rechtstheorie und Rechtspsychologie Gründungsdekan der universitären Fakultät Rechtswissenschaften der BSP Business and Law School. Er ist Mitherausgeber der Schriften zur Rechtspsychologie und der Schriften zum Prozess- und Verfahrensrecht im Nomos Verlag sowie federführender Herausgeber der Zeitschrift für das gesamte Verfahrensrecht. 2015 begründete er, gemeinsam mit Elisa Hoven, Simon Kempny und Luna Rösinger die rechtsgebietsübergreifende Prozessrechtstagung (ursprünglich „Tagung junger Prozessrechtswissenschaftler“).

## Schriften (Auswahl)
- Die Wirkung der condicio im römischen Recht. Nomos, Baden-Baden 2008, ISBN 978-3-8329-3669-3.
- Die Bindungswirkung von Präjudizien – Eine Untersuchung aus dem Blickwinkel von Prinzipientheorie und Fuzzy-Logik. Cuvillier, Göttingen 2008, ISBN 978-3-86727-556-9.
- Die Parteivernehmung – Überlegungen zu einer verstärkten Nutzbarmachung von § 448 ZPO. Nomos, Baden-Baden 2015, ISBN 978-3-8487-2605-9.
- Effer-Uhe/Hoven/Kempny/Rösinger (Hrsg.), Einheit der Prozessrechtswissenschaft? Boorberg, Stuttgart 2016, ISBN 978-3-415-05741-8.
- Effer-Uhe/Mohnert, Psychologie für Juristen. Nomos, Baden-Baden 2019, ISBN 978-3-8487-4629-3.
- Effer-Uhe/Mohnert (Hrsg.), Vertragsrecht in der Coronakrise – Onlinetagung im April 2020. Nomos, Baden-Baden 2020, ISBN 978-3-8487-6828-8.